# Whitey Ford

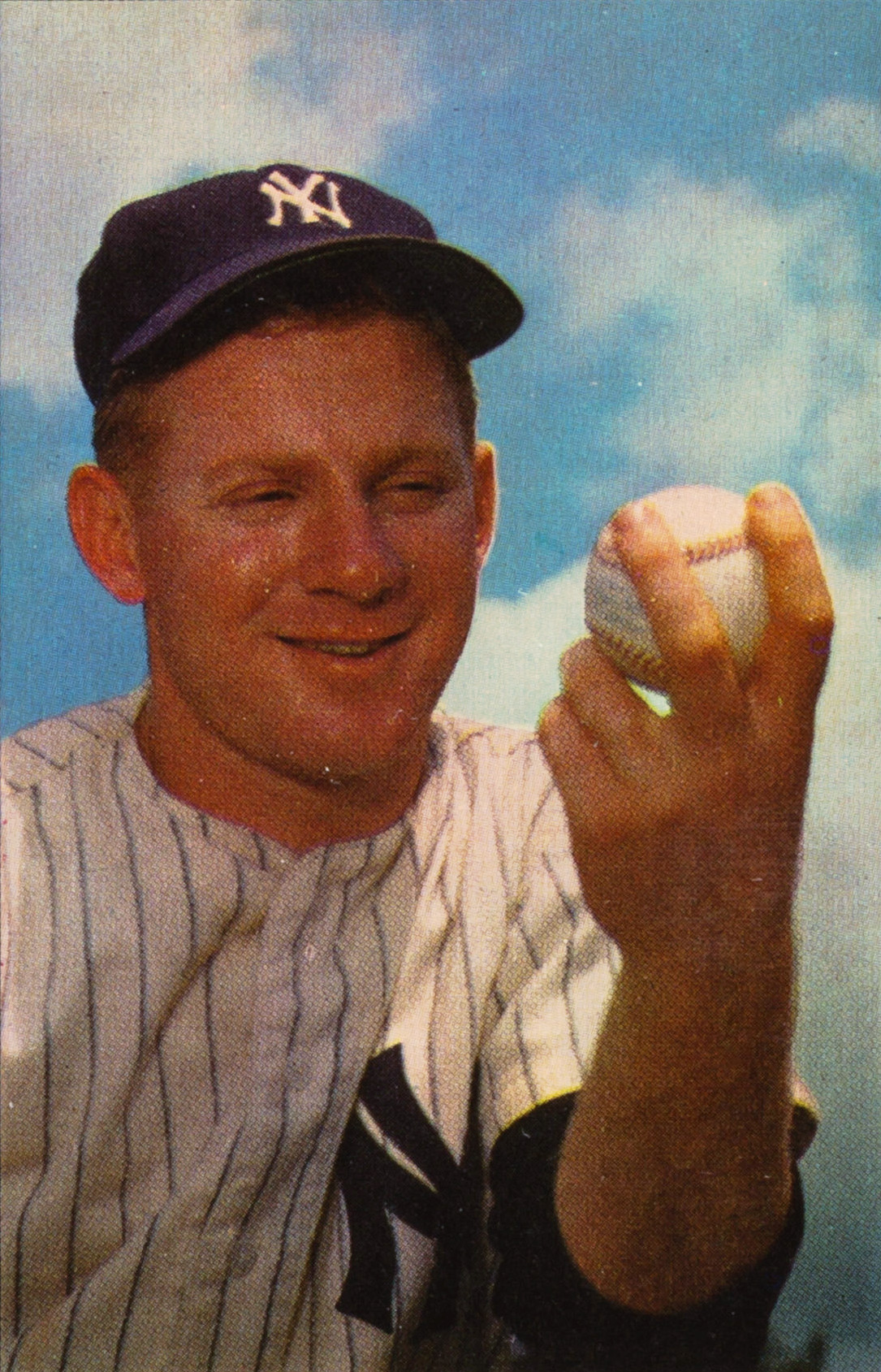
Whitey Ford i New York Yankees dräkt 1953.

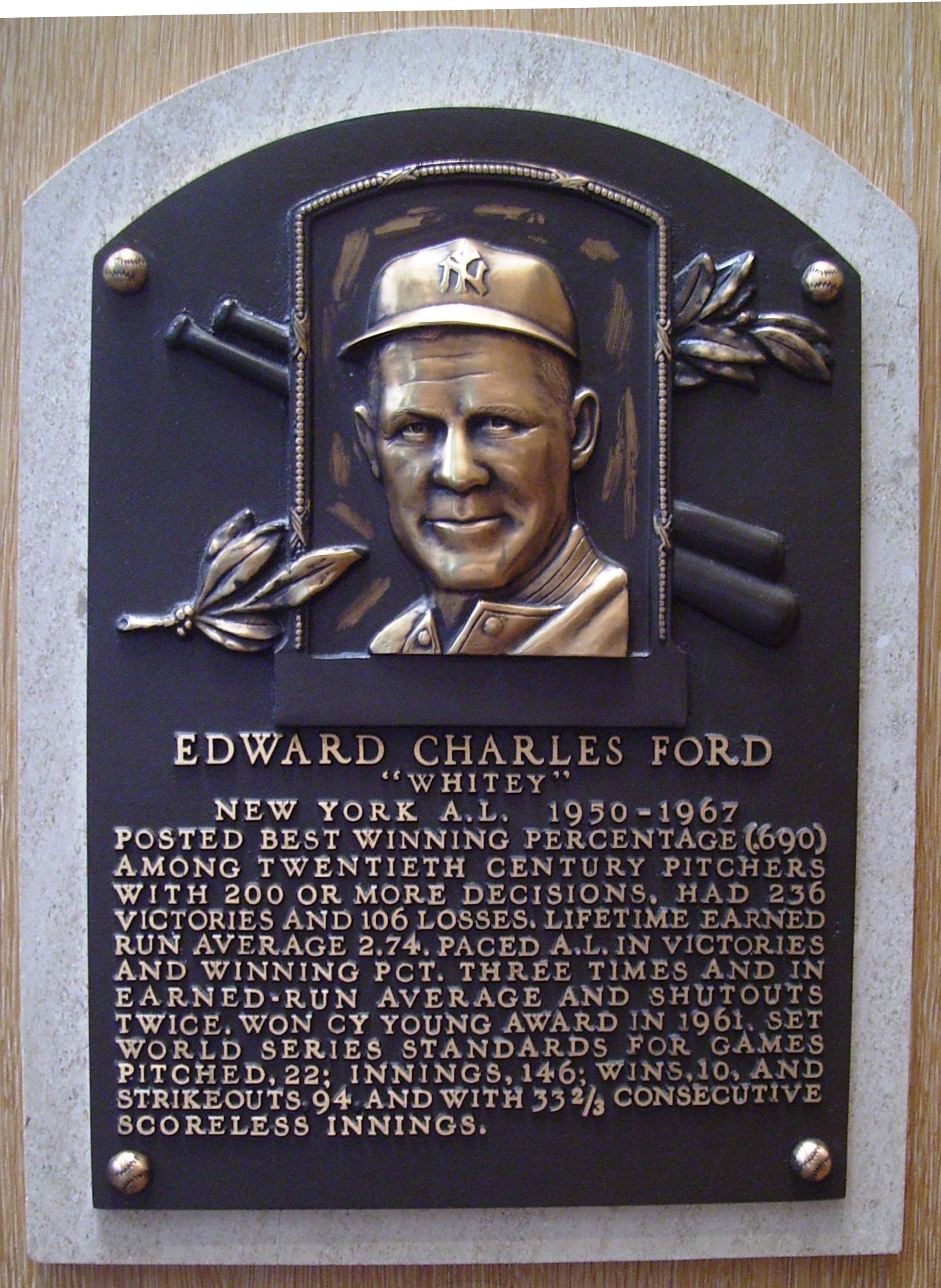
Fords minnestavla i National Baseball Hall of Fame.

Edward Charles "Whitey" Ford, född den 21 oktober 1928 i New York i delstaten New York, död den 8 oktober 2020 i Lake Success i delstaten New York, var en amerikansk professionell basebollspelare som spelade 16 säsonger i Major League Baseball (MLB) 1950 och 1953–1967. Ford var vänsterhänt pitcher.
Ford skrev kontrakt med New York Yankees inför 1947 års säsong och spelade hela sin karriär för Yankees. Han är en av de största spelarna i den anrika klubbens historia, där han ligger etta genom tiderna i vinster (236), strikeouts (1 956), innings pitched (3 170,1), starter (438) och shutouts (45), trea i matcher (498) och tia i earned run average (ERA) (2,75). 1974 bestämde Yankees att ingen spelare längre får bära Fords tröjnummer 16.
Bland Fords övriga meriter kan nämnas att han togs ut till tio all star-matcher (varav två per år 1960 och 1961). Han vann MLB:s Cy Young Award 1961. Han var med och vann World Series sex gånger (1950, 1953, 1956, 1958, 1961 och 1962). 1961 vann han World Series MVP Award. Han valdes 1974 in i National Baseball Hall of Fame.
Efter sin första säsong för Yankees 1950 tvingades Ford till ett två år långt uppehåll då han deltog i Koreakriget.
Ford kallades Whitey på grund av sitt ljusblonda hår. Han kallades även Chairman Of The Board.
Ford avled den 8 oktober 2020 i en ålder av 91 år.